# Dzsibuti labdarúgó-szövetség
A dzsibuti labdarúgó-szövetség (franciául: Fédération Djiboutienne de Football, rövidítve: FDF) Dzsibuti nemzeti labdarúgó-szövetsége. A szervezetet 1979-ben alapították, 1994-ben csatlakozott a Nemzetközi Labdarúgó-szövetséghez, valamint az Afrikai Labdarúgó-szövetséghez. A szövetség szervezi a Dzsibuti labdarúgó-bajnokságot. Működteti a férfi valamint a női labdarúgó-válogatottat.